# Komaryn
Komaryn (biał. Камарын) – osiedle typu miejskiego na Białorusi w obwodzie homelskim w rejonie brahińskim, 2,1 tys. mieszkańców (2010).
Założone w XIV wieku jako wieś. Na mocy unii polsko-litewskiej w Rzeczypospolitej Obojga Narodów, później w składzie dóbr Wiśniowieckich. Utracony przez Polskę w wyniku rozbiorów i włączony do Imperium Rosyjskiego. Do 1924 nazywany miasteczkiem, w ZSRR wieś i siedziba rejonu. W 1959 otrzymało status osiedla typu miejskiego.